# جبرة (القريشية)

تعديل مصدري - تعديل

جبرة هي إحدى قرى عزلة قيفه ال محن لظهرة بمديرية القريشية التابعة لمحافظة البيضاء، بلغ تعداد سكانها 226 نسمة حسب تعداد اليمن لعام 2004.